# خوزان (بازیکن فوتبال)
خوزان (انگلیسی: Josan؛ زادهٔ ۳ دسامبر ۱۹۸۹) بازیکن فوتبال اهل اسپانیا است.
از باشگاه‌هایی که در آن بازی کرده‌است می‌توان به باشگاه فوتبال اوئسکا، باشگاه فوتبال الچه، باشگاه فوتبال گرانادا، و باشگاه فوتبال آلکورکون اشاره کرد.